# Референдумы в Швейцарии (2005)
Референдумы в Швейцарии проходили 5 июня, 25 сентября и 27 ноября 2005 года. В июне проходили референдумы о вхождении Швейцарии в Шенгенскую зону и о введении гражданского партнёрства для однополых пар. Оба референдума были одобрены. В сентябре прошёл референдум по федеральной резолюции о расширении соглашения о свободном передвижении граждан новых членов Европейского союза. Она также была одобрена. В ноябре проводились референдумы по народной инициативе за сельскохозяйственные продукты без генной модификации и по трудовому законодательству, связанному с рабочим графиком торговых заведений на узловых станциях общественного транспорта. Оба предложения были одобрены.

## Результаты

### Июнь: Шенгенская зона

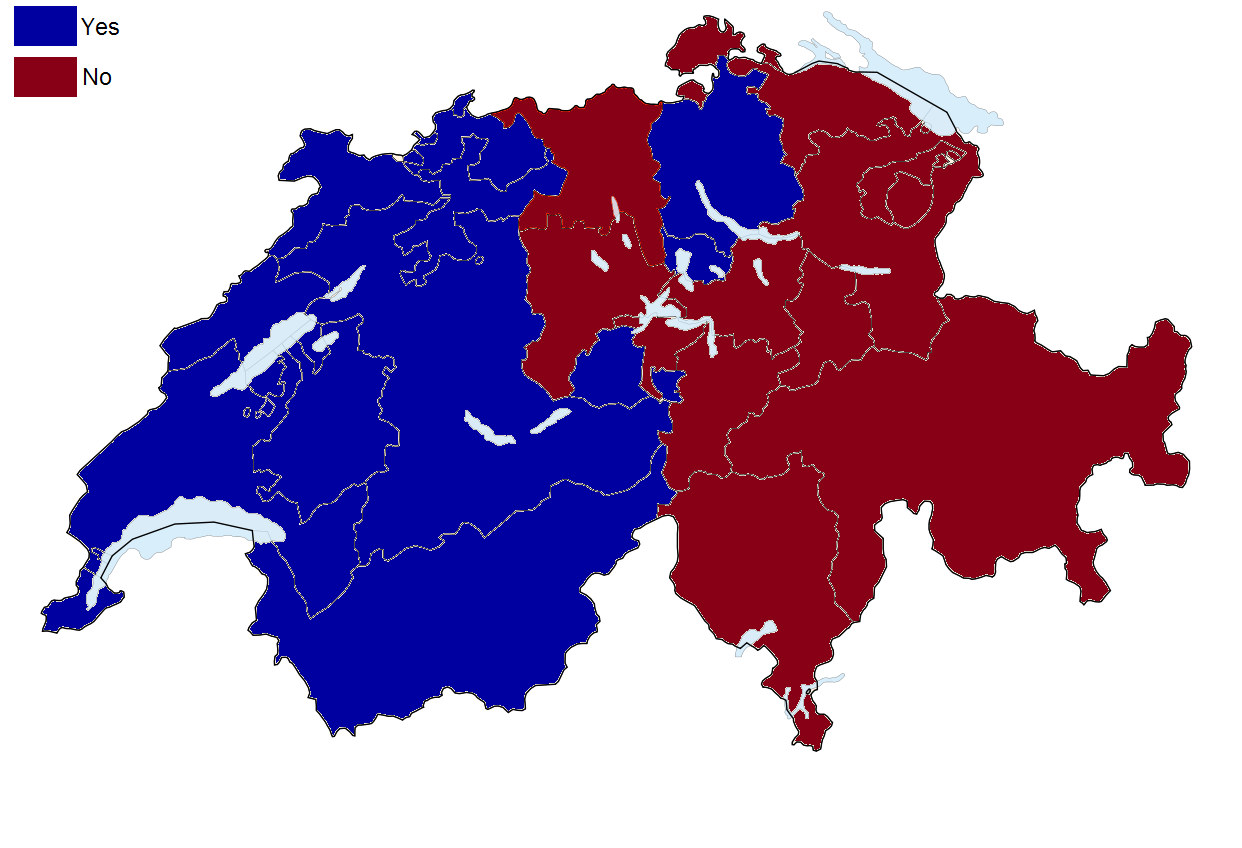
Референдум по вхождению Швейцарии в Шенгенскую зону. Результаты по кантонам.
За
Против

| Выбор                                | Голосов   | %    |
| ------------------------------------ | --------- | ---- |
| За                                   | 1 477 260 | 54,6 |
| Против                               | 1 227 042 | 45,4 |
| Пустых бюллетеней                    | 25 255    | –    |
| Недействительных бюллетеней          | 15 710    | –    |
| Всего                                | 2 745 267 | 100  |
| Зарегистрированных избирателей/ Явка | 4 836 712 | 56,8 |
| Источник: Nohlen                     |           |      |

### Июнь: Гражданское партнёрство
Референдум был одобрен в большинстве кантонов. Оппозиция в основном концентрировалась в католических кантонах в центре и на юге Швейцарии.
| Выбор                                | Голосов   | %    |
| ------------------------------------ | --------- | ---- |
| За                                   | 1 559 848 | 58,0 |
| Против                               | 1 127 520 | 42,0 |
| Пустых бюллетеней                    | 36 110    | –    |
| Недействительных бюллетеней          | 15 902    | –    |
| Всего                                | 2 739 380 | 100  |
| Зарегистрированных избирателей/ Явка | 4 836 712 | 56,6 |
| Источник: Nohlen                     |           |      |

### Сентябрь: Свободное перемещение граждан ЕС
| Выбор                                | Голосов   | %    |
| ------------------------------------ | --------- | ---- |
| За                                   | 1 458 686 | 56,0 |
| Против                               | 1 147 140 | 44,0 |
| Пустых бюллетеней                    | 18 569    | –    |
| Недействительных бюллетеней          | 16 535    | –    |
| Всего                                | 2 640 930 | 100  |
| Зарегистрированных избирателей/ Явка | 4 852 272 | 54,4 |
| Источник: Nohlen                     |           |      |

### Ноябрь
| Месяц                                                       | Вопрос    | За     | За        | Против | Против | Пустых/ недействительных бюллетеней | Пустых/ недействительных бюллетеней | Всего     | Зарегистри- рованных избирателей | Явка | Кантоны за | Кантоны за | Кантоны против | Кантоны против |
| Месяц                                                       | Вопрос    | Голоса | %         | Голоса | %      | Пустые                              | Недейств.                           | Всего     | Зарегистри- рованных избирателей | Явка | Полных     | Полу-      | Полных         | Полу-          |
| ----------------------------------------------------------- | --------- | ------ | --------- | ------ | ------ | ----------------------------------- | ----------------------------------- | --------- | -------------------------------- | ---- | ---------- | ---------- | -------------- | -------------- |
| Народная инициатива против генно-модифицированных продуктов | 1 125 835 | 55,7   | 896 4825  | 44,3   | 23 046 | 11 343                              | 2 056 706                           | 4 859 437 | 42,3                             | 20   | 6          | 0          | 0              |                |
| Трудовое законодательство                                   | 1 026 833 | 50,6   | 1 003 900 | 49,4   | 18 281 | 11 068                              | 2 060 082                           | 4 859 437 | 42,4                             |      |            |            |                |                |
| Источник: Nohlen                                            |           |        |           |        |        |                                     |                                     |           |                                  |      |            |            |                |                |